# Силикуа
Силикуа (итал. Siliqua) — коммуна в Италии, располагается на левом берегу реки Чиксерри в провинции Кальяри на юге Сардинии.
Население составляет 4046 человек (2008 г.), плотность населения составляет 21 чел./км². Занимает площадь 190 км². Почтовый индекс — 9010. Телефонный код — 0781.
Покровителем коммуны почитается святой Георгий Победоносец, празднование 23 апреля.

## Демография
Динамика населения:

## Администрация коммуны
- Официальный сайт: http://www.comune.siliqua.ca.it